# 小江戸・川越フリークーポン

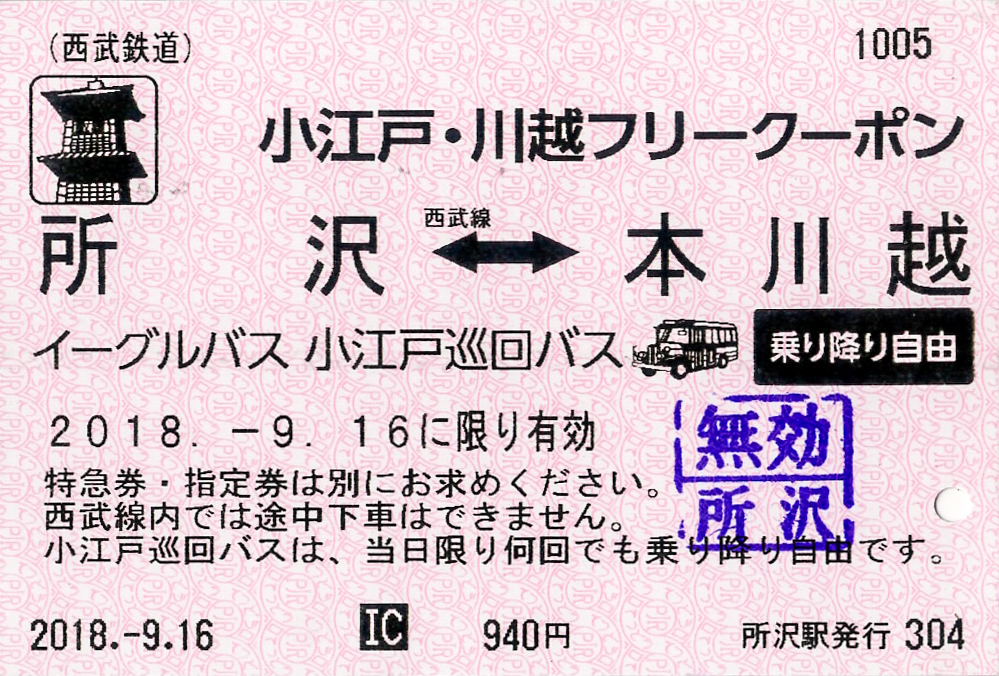
西武鉄道発行の小江戸・川越フリークーポン

小江戸・川越フリークーポン（こえど・かわごえフリークーポン）は、西武鉄道及び小田急電鉄が発売している周遊券である。本頁では川越アクセスきっぷ及びその前身の小江戸・川越特急パスも記する。

## 概要

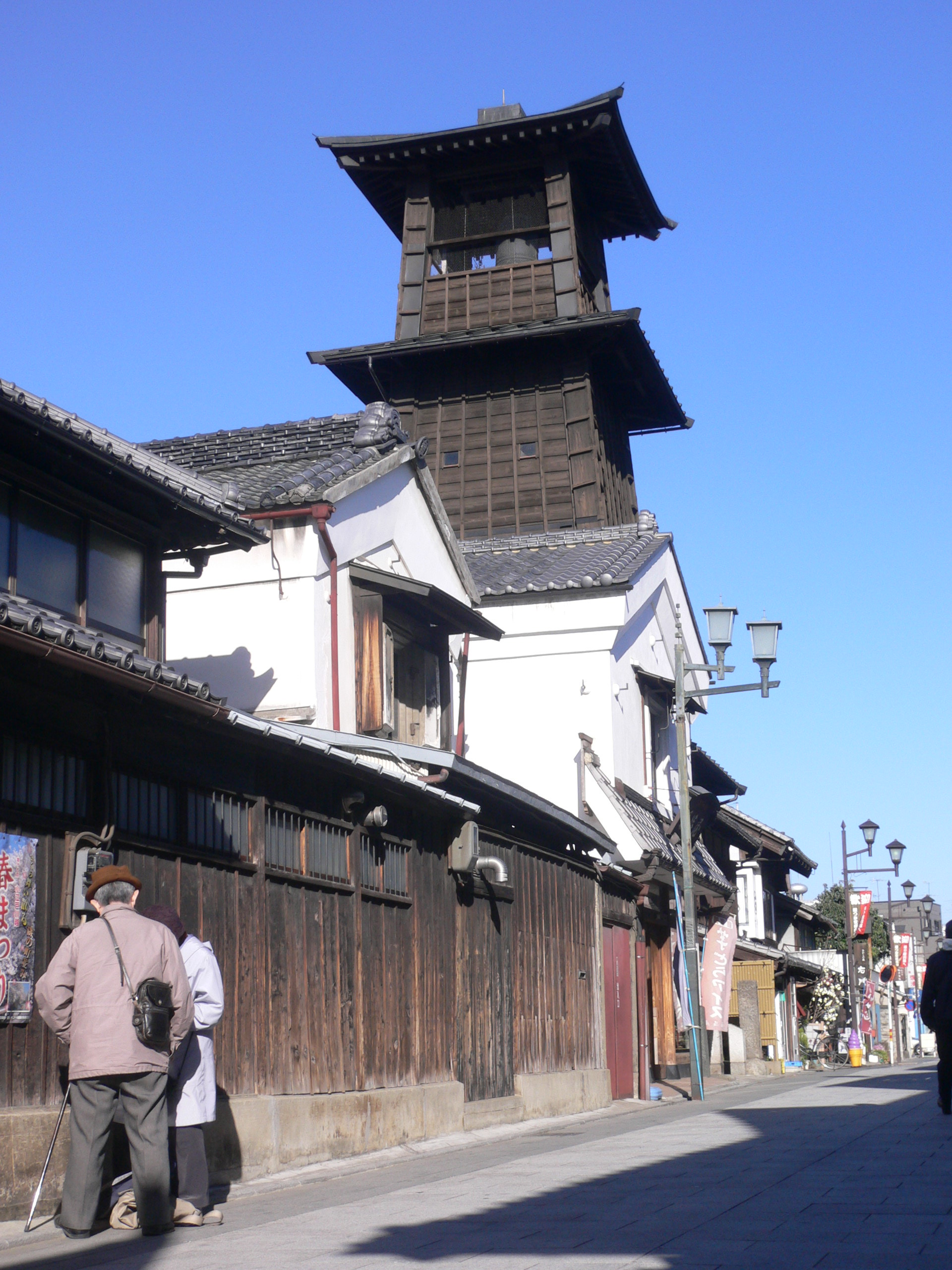
川越のシンボルの一つ『時の鐘』

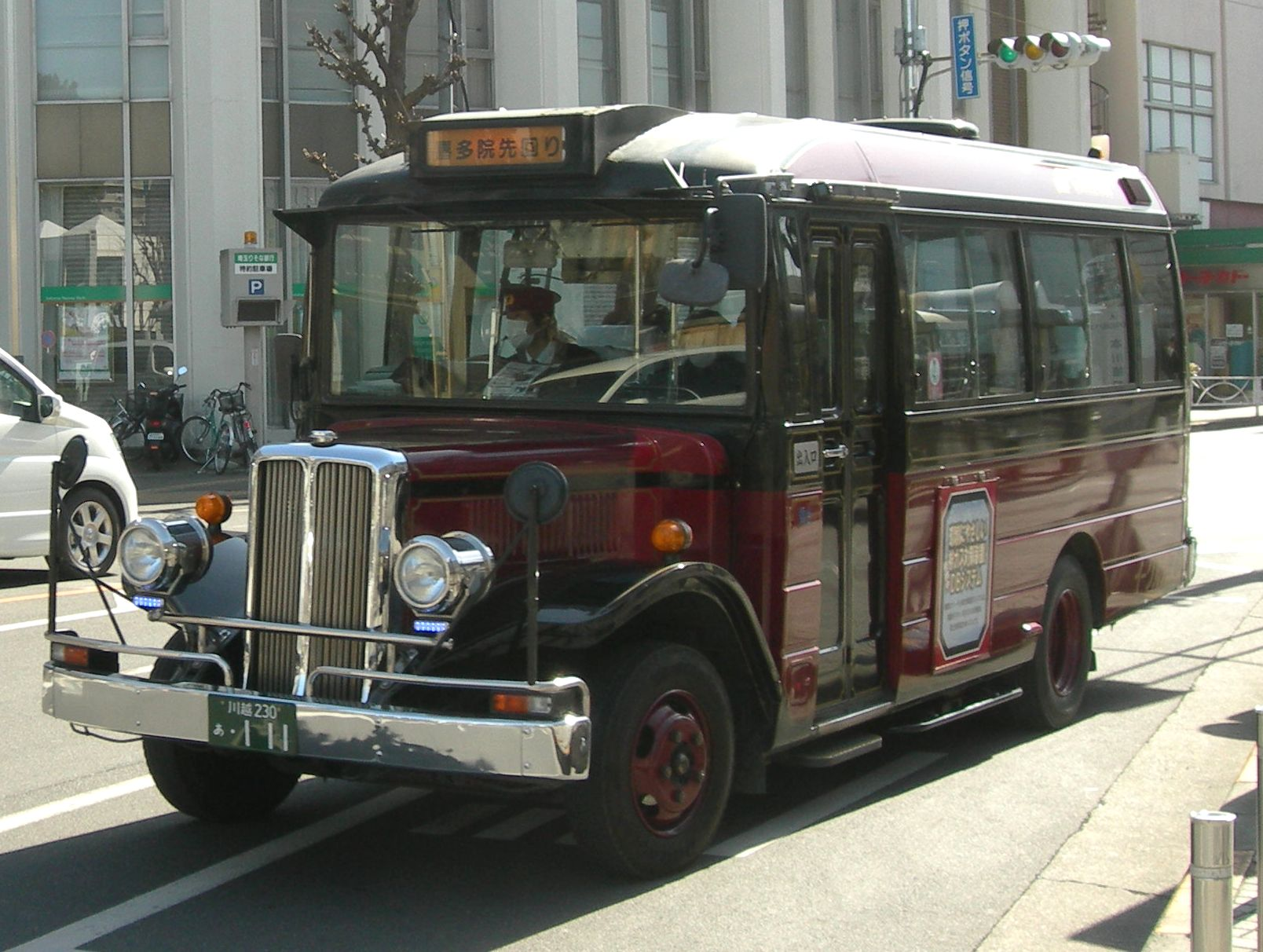
市内では小江戸巡回バスが乗り降り自由

西武線発駅〜西武新宿線本川越駅までの往復割引乗車券と小江戸巡回バスが乗り降り自由の周遊券である。有効期間は、使用開始日を含めて1日間。小江戸巡回バスが運休する日は使用できない。
また、川越地区の施設で優待も受けられる。
小田急側の発売する分は上記に小田急線発駅〜小田急線新宿駅までの往復割引乗車券が追加される。西武線への乗り換えは西武新宿駅、高田馬場駅で行うことができるが、JR新宿駅〜高田馬場駅間は別途運賃を支払うことになる。

## 発売箇所
- 西武線各駅（但し、小竹向原駅、本川越駅および多摩川線各駅を除く）
- 小田急線各駅（但し小田急新宿駅は除く）

## 料金
西武線発は本川越までの往復運賃を2割引した料金に500円を追加する。小田急線発は新宿までの往復運賃を1割引した料金に西武新宿からの料金を合算する。（10円未満は切り上げる）

## 川越アクセスきっぷ

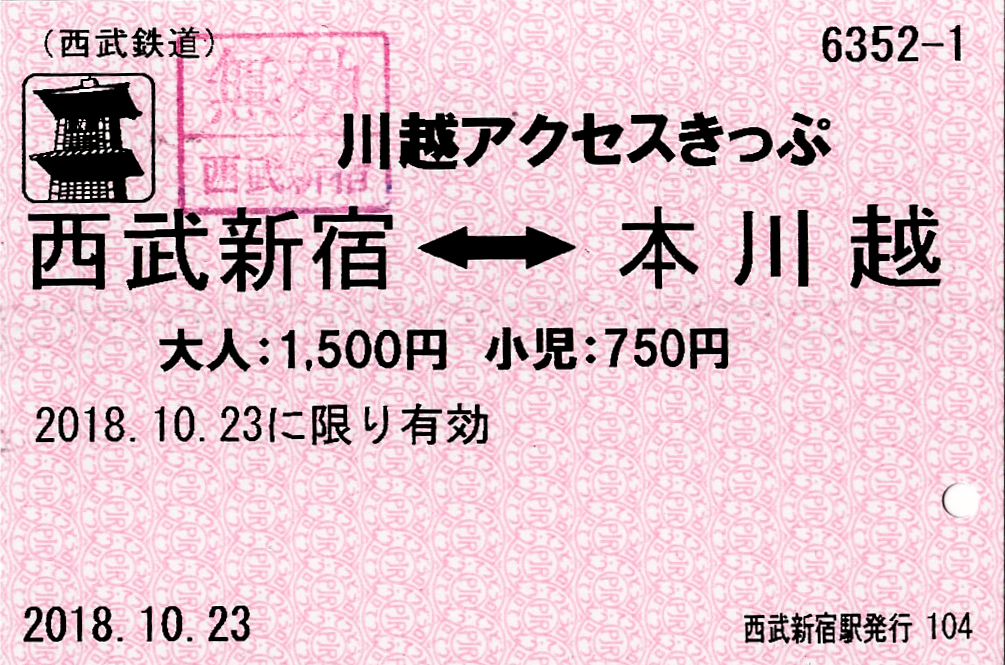
川越アクセスきっぷ

西武新宿駅・高田馬場駅発着限定で本川越駅までの往復乗車券と往復特急券がセットになった商品。2014年4月1日から発売開始。本商品は小江戸巡回バスの乗り降り自由の周遊券はつかない。
往復の特急券（小江戸号）と同時発売する。特急券は発車前の一度に余席がある場合に限り、ほかの特急に変更することが可能。また特急券には本企画券と同時使用を示す「企画」印が押印される。

### 小江戸・川越特急パス
西武新宿駅・高田馬場駅発着限定で小江戸・川越クーポンに500円の追加で本川越駅への往復にレッドアローの利用が出来る商品であった。『川越アクセスきっぷ』の発売開始に伴い、2014年3月31日をもって発売終了。

## その他
- 東武鉄道は、「小江戸川越クーポン」を発売している。